# Joel Ferziger
Joel Ferziger là nhà khoa học nghiên cứu về lĩnh vực tính toán, mô phỏng các quá trình động lực học của chất lưu bằng những mô hình số trị.

## Tiểu sử
Ferziger sinh ra tại Brooklyn, New York và từ nhỏ đã ưa thích các môn khoa học, đặc biệt là hóa. Ông bắt đầu học đại học năm 16 tuổi và tiếp tục học chuyên sâu để nhận bằng tiến sĩ lúc 25 tuổi.
Joel Ferziger công tác tại Đại học Stanford suốt 43 năm với những đóng góp được ghi nhận trong lĩnh vực xây dựng mô hình toán đối với các dòng chảy rối; với những áp dụng chẳng hạn như sự luân chuyển oxy trong môi trường nước biển và cửa sông. Một lĩnh vực khoa học ứng dụng nữa là thiết kế các động cơ máy bay có hiệu suất cao, thân thiện với môi trường. Ông trở thành giáo sư chính thức tại Stanford từ năm 1972.
Ông qua đời năm 2004 tại Bệnh viện Stanford bởi bệnh ung thư.

## Học thuật
Ferziger có hơn 100 bài báo khoa học, đã hướng dẫn 50 tiến sĩ và là đồng tác giả (cùng Milovan Perić) cuốn sách Computational Methods for Fluid Dynamics (các phương pháp số trong thủy khí động lực).